# وزیلس پرس سوگوس
وزیلس پرس سوگوس (به فرانسوی: Vazeilles-près-Saugues) یک کمون در فرانسه است که در Canton of Saugues واقع شده‌است.

## خصوصیات
وزیلس پرس سوگوس ۶٫۷۳ کیلومترمربع مساحت و ۴۴ نفر جمعیت دارد و ۱۰۹ متر بالاتر از سطح دریا واقع شده‌است.